# Shutterfly
Das Springpferd Shutterfly (14. Januar 1993; † 28. Januar 2023) war ein Hannoveranerwallach und wurde unter Meredith Michaels-Beerbaum vorgestellt.

## Werdegang
Geboren wurde er am 14. Januar 1993 am Hof von Uwe Dresmann, von Silvio I aus einer Forest xx-Mutter. Als fünf- und sechsjähriges Pferd wurde er von Carsten Raschen im Sport vorgestellt und qualifizierte sich für das Bundeschampionat. Noch als Sechsjähriger wurde er an Nancy Clark verkauft, die ihn für Meredith Michaels-Beerbaum erwarb. Diese hatte ihn in einer Springpferdeprüfung entdeckt.
Zunächst trug er den Namen Struwwelpeter, den er seiner struwweligen Mähne verdankte. Nach dem Verkauf wurde sein für englischsprachige Personen kaum aussprechbarer Name in Shutterfly geändert. Als Spitznamen trug er, auf seinem Ursprungsnamen basierend, den Namen Petey.
Er gilt als wohl erfolgreichstes Springpferd der 2000er Jahre. Mit einer Lebensgewinnsumme von 3.520.864 € war er das gewinnreichste Springpferd aller Zeiten.
Beim Weltcupfinale 2004 in Mailand wurden bei einem Dopingtest an Shutterfly in der A- und B-Probe Abbaustoffe der verbotenen Substanz Acepromazin nachgewiesen, woraufhin Michaels-Beerbaum nicht für die Olympischen Sommerspiele 2004 in Athen nominiert wurde. 2008 nahm das Paar an den Olympischen Sommerspielen in Peking teil.
Shutterfly gewann mehrere Medaillen bei Welt- und Europameisterschaften, gewann dreimal das Weltcupfinale und den Großen Preis von Aachen 2005. 
2011 wurde er anlässlich des CHIO Aachen vor tausenden Zuschauern aus dem Sport verabschiedet. Wenige Tage zuvor hatte er hier – im Alter von 18 Jahren – mit Meredith Michaels-Beerbaum den Preis von Europa gewonnen.
Im Januar 2023, kurz nach dem 30. Geburtstag des Pferdes, gab Michaels-Beerbaum bekannt, dass Shutterfly verstorben ist.

## Größte Erfolge
- Einzel-Goldmedaille und Mannschafts-Silbermedaille bei der Europameisterschaft in Mannheim 2007
- Sieg Weltcupfinale 2005, 2008 und 2009
- zwei Bronzemedaillen Weltreiterspiele 2006 (Einzel- und Mannschaftswertung)
- Sieg im Großen Preis von Aachen 2005
- Sieg bei der Deutschen Meisterschaft der Damen 2001
- zweimal Sieger im Top-Ten-Finale (Prüfung der 10 besten Reiter der Weltrangliste) in den Jahren 2004 und 2006[13]